# Bar Bar Bar
Bar Bar Bar és un senzill del grup musical de K-pop Crayon Pop publicat el 23 de juny de 2013. A finals de juny del mateix any aconseguí estar al cim de la llista de Billboard més venuts del K-pop després d'escalar posicions durant sis setmanes. Fou el primer senzill del grup en aparèixer a la llista.

## Llançament i promoció

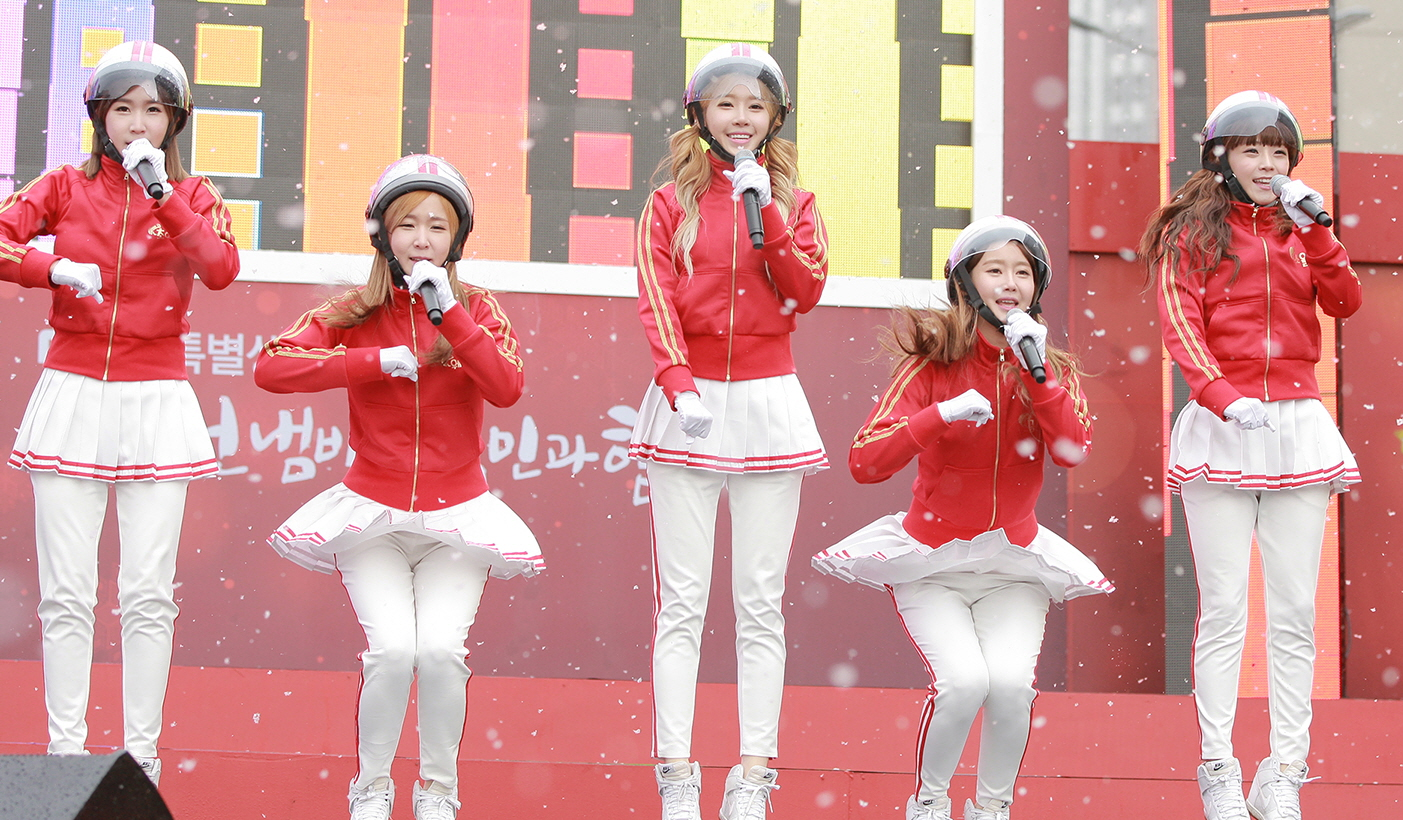
Crayon Pop interpretant "Bar Bar Bar" el mes de desembre de 2013

El 8 de juny de 2013, Crayon Pop interpretaren "Bar Bar Bar" per primera vegada al Festival Migliore. El vídeo musical amb coreografia fou publicat digitalment el 23 de juny de 2013 arribant amb popularitat arribant a la viralitat. Les estranyes vestimentes més la coreografia única van ser causants d'aquesta viralitat. Els aficionats de la cançó nomenaren la dansa "la dansa del motor de cinc canvis" perquè s'assembla al moviment dels cilindres d'un motor. La cançó i el ball han sigut freqüentment considerats addictius amb la coreografia fàcil de seguir i les lletres simples i repetitives. El membre del grup, Wey, digué: "En total, les lletres tracten sobre botar tots junts. Pretén oferir una font d'energia i força a les persones cansades. Significa "Ballem tots junts i passe-m'ho bé"."
El primer espectacle musical fou realitzat el 22 de juny de 2013 al programa televisiu Music Core, al canal Munhwa Broadcasting Corporation. La cançó fou promoguda a espectacles musicals entre juliol i agost, amb l'últim d'aquests espectacles tenint lloc al programa de televisiu Music Bank, al canal Korean Broadcasting System, el 6 de setembre. Crayon Pop fou regularment als primers llocs a les competicions durant el mes d'agost. Van perdre moltes vegades contra la cançó Growl del grup musical rival Exo a Music Bank el 30 d'agost.

## Vídeos musicals
La versió amb història del vídeo musical fou publicada el 13 de juny, una setmana abans del llançament digital de la cançó. El 23 de juny la versió amb coreografia fou publicada. Aquest vídeo musical fou filmat a Yongma Land, un parc d'atraccions abandonat que es troba a Jungnang-gu, amb un pressupost de 380.000 wons.
El 9 de setembre, la versió global fou publicada. Aquesta versió estava dirigida a una audiència internacional i fou filmada en llocs populars de Seül incloent l'estació Noksapyeong, Garosu-gil, el Parc Hangang i el Gran Parc per a Xiquets. "Bar Bar Bar" va ser comparat a la cançó Gangnam Style de Psy i aquesta versió conté diverses referències a la cançó de Psy.

## Rebuda
Oficials de la indústria musical comentaren que la trajectòria de la cançó a les llistes dels més venuts era estranya perquè normalment una cançó aconsegueix una posició molt alta poc després del llançament abans d'anar baixant segons el temps avança.
El director general de YG Entertainment Yang Hyun-suk felicità Crayon Pop per tindre la millor cançó més famosa de la primera mitat del 2013. Ell digué: "A part de Gentleman, la cançó més famosa fou Bar Bar Bar. Fins i tot la meua unitat de descendència sap què és Crayon Pop. La gent no està interessada en quina cançó es ven més aquests dies. Allò important és si la gent coneix aquell cantant i si té fans. Crayon Pop ha tingut èxit en aquest sentit".
Taylor Glasby de Dazed situà la cançó a la novena posició a la publicació de la "Llista dels 10 millors del K-pop de 2013". Va descriure el grup com a "simultàniament repulsiu i adorable" i a la cançó com a "descaradament atrevida" amb una "tornada enganxosa" i un ball "icònic". També digué que la cançó és més complexa d'allò que aparenta, amb música d'instruments de metall de la dècada del 1980 i ritmes de música disco de la dècada del 1970 per capes. Scott Interrante, a la publicació PopMatters, parlà sobre "Bar Bar Bar" a la seua ressenya general del K-pop del 2013: "La cançó i el vídeo són mocosos, odiosos i totalment impressionants. El seu estil hallyu és tan extrem que pot ser pres de manera convençuda com a sàtira. Hi ha una cosa que és certa i és que es va a quedar-se enganxada dins el teu cap i va a molestar-te probablement per a sempre."
"Bar Bar Bar" guanyà el premi New Rising Star a la 28ª edició dels Premis del Disc d'Or. També va rebre les nominacions per al premi al Vídeo Musical als Premis de Música MelOn, Cançó de l'Any i Millor Ball & Cançó Electrònica als Premis de Música Coreana i Cançó de l'Any i Millor Ball Realitzat en la categoria de Grup Femení als Premis de Música Asiàtica Mnet.

## En la cultura popular

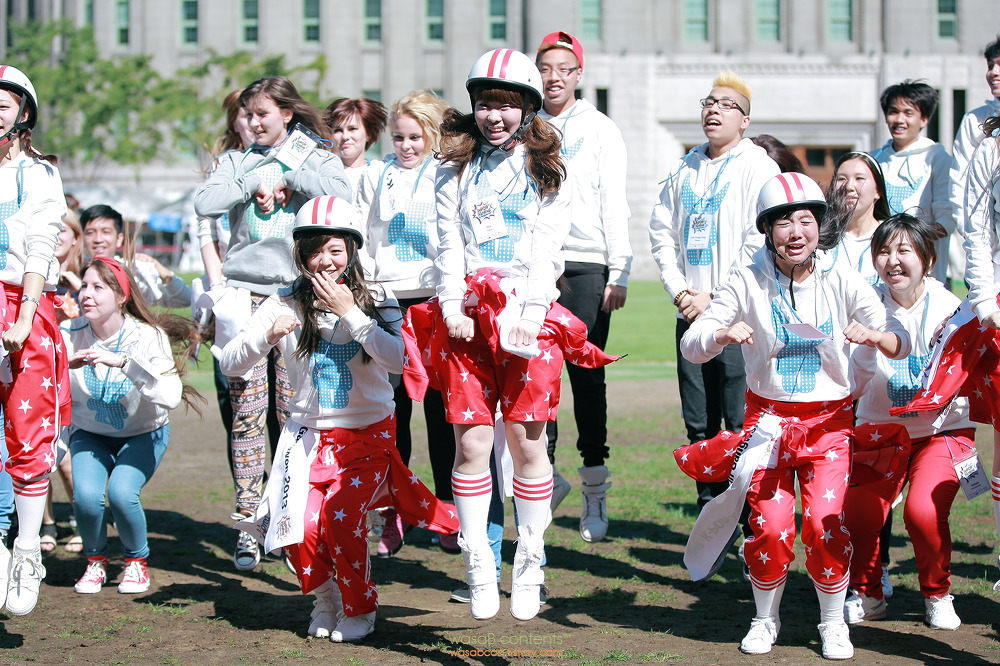
Una mobilització espontània amb el ball i cançó "Bar Bar Bar" a un festival de K-pop a Gangwon

Molts grups han fet versions del ball o paròdies del vídeo musical, incloent M.I.B., MBLAQ, Perfume, Justice Crew i les policies de sexe femení del departament de Gyungbuk. El 13 d'agost de 2013, "Bar Bar Bar" fou pariodat per Kim Gura i el personal del programa al programa SNL Korea. El 19 d'octubre, la cançó aparegué altra vegada al programa, aquesta vegada sent ballada per l'actor Tom Hiddleston.
El 20 de febrer de 2014, una versió del ball per besones taiwaneses de 6 anys, Zony and Yony, fou pujada a YouTube. Aquest vídeo es convertí en viral amb més de cinc millions de vistes realitzades acumulades al mes d'octubre de 2014. En conseqüència les besones foren convidades al programa televisiu The Ellen DeGeneres Show, on ballaren la cançó.
El 17 d'agost de 2014 "Bar Bar Bar" fou inclosa a la banda sonora del drama històric creat per TVN Samxongsa. La cançó incorporada fou adaptada a l'estil de la música tradicional coreana. El 21 d'octubre "Bar Bar Bar" aparegué al quart episodi de la sèrie dels Estats Units d'Amèrica Selfie, amb els actors Karen Gillan i John Cho ballant-la.